# Výchova nadaných dětí

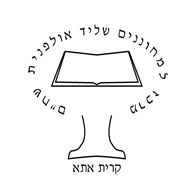
Logo Izraelské školy pro nadané děti

Výchova nadaných dětí vyžaduje specifický pedagogický přístup k nadaným dětem.
Jednoznačná definice toho, kdo je nadaný žák, neexistuje. Vedle intelektu jsou důležité také tvořivost, produktivita myšlení či motivace a snaha dosáhnout výjimečných výsledků. Sleduje se především nadání rozumové (intelektové), ačkoliv existují i jiné typy nadání – například umělecké nebo pohybové.
K realizaci nadání je podle publikace Krok za krokem s nadaným žákem třeba těchto pěti atributů:
1. Výjimečnost (nadaný žák musí v něčem dosahovat výjimečné kvality)
2. Vzácnost (některá z jeho vlastností či dovedností musí být vzácná)
3. Produktivita (žákovo nadání musí alespoň potenciálně vést k produktivitě)
4. Prokazatelnost (nadání musí být prokazatelné v rámci validních testů)
5. Hodnota (nadání se musí projevovat ve společensky oceňované oblasti)

## Pedagogické principy
Základní principy, jejichž využití je vhodné při práci s nadaným žákem v běžné školní třídě, jsou principy individualizace a současné diferenciace vyučovacího procesu. „Diferenciací se rozumí členění žáků podle vstupních znalostí, schopností a dispozic s cílem vytvořit pro ně optimální vzdělávací podmínky, přiměřené jejich předpokladům.“ Vhodné je zařazovat skupinovou výuku, neboť při ní mají žáci možnost, za předpokladu vhodného vytvoření skupin, poměřit své schopnosti s výkonově srovnatelnými vrstevníky.
Zásady práce s nadaným žákem jsou:
1. Rychlejší tempo. Umožnit nadaným žákům pracovat v hodině rychlejším tempem je základní zásadou pro realizaci žákova potenciálu. Je nutné, aby měl učitel vždy připraveny náhradní nebo bonusové úkoly.
2. Méně procvičování. Nadaní žáci mnohdy zvládají učivo již ve fázi evokace, někdy nepotřebují nové učivo procvičovat ani upevňovat, je tedy vhodné jim v rámci diferenciace obsahu umožnit postup dopředu, např. prezentací zajímavých souvislostí, případně možností přeskočit látku či celý ročník.
3. Náročnější výuka. „V rámci taxonomie kognitivních cílů by bylo vhodné, aby nadaní mohli ve výuce více využívat úroveň analýzy, syntézy a hodnotícího posouzení.“[1] Tematické zaměření by v tomto případě zůstalo stejné jako pro zbytek třídy, ale úkoly pro nadané by byly náročnější zadáním, formami zpracování i očekávanými výstupy.
4. Nezávislost. Pokud jsou nadaní dobře vedeni a připravováni, mohou pracovat samostatně na individuálním úkolu či projektu s výraznými úspěchy mnohem dříve, než je tomu u běžných žáků. Vždy je nutná kvalitní příprava nezávislého úkolu.
5. Kreativní myšlení a divergentní úkoly. Tvořivé úkoly a aktivity v současné výuce stále stojí na okraji pozornosti, byť jsou vysoce efektivní pro rozvíjení obrazotvornosti a produktivity všech žáků. Použití tvořivých úkolů pro nadané žáky má i motivační efekt, vhodné je zařazení těchto úkolů např. ve fázi, kdy se ostatní žáci věnují procvičování nebo upevňování nově probírané látky. Vítány jsou různé formy vyjádření - dramatizace, tvůrčí psaní, kreslení.
6. Abstraktní úkoly
7. Kontakt s intelektovými vrstevníky. Žáci s vysokým nadáním často tíhnou ke starším spolužákům nebo učitelům, neboť jim chybí kontakt s vrstevníky, kteří by měli podobné zájmy a schopnosti. Vyvstává riziko, že žáci pojmou za standardní být nejlepší bez větší snahy a v budoucnu mohou postrádat strategie efektivního učení a nejlepších výsledků již nebudou tak snadno dosahovat.
8. Zkušenostní učení. Podmínka zkušenostního učení spočívá v aktivní roli žáka ve vyučovacím procesu. Cílem je přenesení výsledků učení do praktického života, nikoliv izolované osvojení si vědomostí a dovedností. „Proces učení probíhá jako cyklus těchto stadií: konkrétní zkušenost, pozorování a reflexe, zobecňování a prověření závěrů v nových situacích.“[1]
9. Umožnit ranou specializaci v rámci výuky. Specializace v rámci výuky je možná v rámci externího obohacování, např. nadstavbovou výukou s odborníkem pro danou oblast, spoluprací s jinou institucí, příp. směřováním volnočasových aktivit.
10. Opora o vlastní zájmy. Pokud se žák nadchne pro nějaký obor studia, jeho část nebo jen téma, je přínosné toho využít při tvorbě nadstavbových úkolů, tvořivých aktivit a dalších specifických úkolů.